# Fontinalis
Fontinalis là một chi rêu trong họ Fontinalaceae.